# The Art of Live
| Оценки критиков | Оценки критиков |
| Источник        | Оценка          |
| --------------- | --------------- |
| Allmusic        | [ 1 ]           |
| PopMatters      | (Unfavorable)   |

The Art of Live — концертный альбом группы Queensrÿche, вышедший в 2004 году. Альбом был записан в течение тура 2003 года вместе с группой Dream Theater в поддержку альбома Tribe. Список композиций CD и DVD практически идентичны, однако DVD не содержит «Anybody Listening?», но включает в себя две кавер-версии — «Comfortably Numb» и «Won’t Get Fooled Again», исполненную вместе с Dream Theater.

## Список композиций
| №   | Название               | Автор(ы)                                                | Альбом                   | Длительность |
| --- | ---------------------- | ------------------------------------------------------- | ------------------------ | ------------ |
| 1.  | «Tribe»                | Эдди Джексон, Скотт Рокенфилд, Джефф Тейт, Майкл Уилтон | Tribe                    | 6:09         |
| 2.  | «Sign of the Times»    | Крис ДеГармо                                            | Hear in the Now Frontier | 3:39         |
| 3.  | «Open»                 | ДеГармо, Тейт, Уилтон                                   | Tribe                    | 4:40         |
| 4.  | «Losing Myself»        | Майк Стоун, Тейт                                        | Tribe                    | 4:08         |
| 5.  | «Desert Dance»         | ДеГармо, Рокенфилд, Тейт                                | Tribe                    | 4:14         |
| 6.  | «The Great Divide»     | Тейт, Уилтон                                            | Tribe                    | 4:39         |
| 7.  | «Rhythm of Hope»       | Джексон, Рокенфилд, Тейт                                | Tribe                    | 3:37         |
| 8.  | «My Global Mind»       | ДеГармо, Рокенфилд, Тейт, Уилтон                        | Promised Land            | 4:18         |
| 9.  | «Roads to Madness»     | ДеГармо, Тейт, Уилтон                                   | The Warning              | 5:09         |
| 10. | «Della Brown»          | ДеГармо, Рокенфилд, Тейт                                | Empire                   | 6:21         |
| 11. | «Anybody Listening?»   | ДеГармо, Тейт                                           | Empire                   | 6:48         |
| 12. | «Breaking the Silence» | ДеГармо, Тейт                                           | Operation: Mindcrime     | 4:37         |
| 13. | «The Needle Lies»      | Тейт, Уилтон                                            | Operation: Mindcrime     | 3:14         |
| 14. | «Best I Can»           | ДеГармо                                                 | Empire                   | 5:30         |

| №   | Название                                                   | Автор(ы)                    | Длительность |
| --- | ---------------------------------------------------------- | --------------------------- | ------------ |
| 1.  | «Tribe»                                                    |                             |              |
| 2.  | «Sign of the Times»                                        |                             |              |
| 3.  | «Open»                                                     |                             |              |
| 4.  | «Losing Myself»                                            |                             |              |
| 5.  | «Desert Dance»                                             |                             |              |
| 6.  | «The Great Divide»                                         |                             |              |
| 7.  | «Rhythm of Hope»                                           |                             |              |
| 8.  | «My Global Mind»                                           |                             |              |
| 9.  | «Roads to Madness»                                         |                             |              |
| 10. | «Della Brown»                                              |                             |              |
| 11. | «Breaking the Silence»                                     |                             |              |
| 12. | «The Needle Lies»                                          |                             |              |
| 13. | «Best I Can»                                               |                             |              |
| 14. | «Comfortably Numb» (originally performed by Pink Floyd)    | Дэвид Гилмор, Роджер Уотерс |              |
| 15. | «Won't Get Fooled Again» (originally performed by The Who) | Пит Таунсенд                |              |

- Behind the Scenes feature
- Interviews
- Photo Gallery

## Участники записи
Участники группы
- Джефф Тейт — вокал
- Майкл Уилтон — гитара
- Майк Стоун — гитара
- Эдди Джексон — бас-гитара
- Скотт Рокенфилд — ударные

Дополнительные музыканты
- Dream Theater — исполнитель на «Won’t Get Fooled Again»